# Klubi Futbollistik Trepça 89
Il Klubi Futbollistik Trepça'89 è una società calcistica del Kosovo con sede a Kosovska Mitrovica. Fondato nel 1989, milita nella Liga e Parë, la seconda divisione del campionato di calcio del Kosovo.

## Storia
Grazie alla vittoria del campionato nella stagione 2016-2017 diventa la prima squadra kosovara qualificata per i turni preliminari di Champions League; il club affrontò i campioni faroesi del Víkingur Gøta, perdendo per 2-1 in trasferta e 4-1 tra le mura amiche.

## Palmarès

### Competizioni nazionali
- Campionato kosovaro: 1

2016-2017
- Coppa del Kosovo: 1

2011-2012
- Supercoppa del Kosovo: 2

2012, 2017

### Altri piazzamenti
- Campionato kosovaro:

Secondo posto: 2011-2012, 2012-2013, 2013-2014
Terzo posto: 2015-2016
- Coppa del Kosovo:

Finalista: 2014-2015, 2018-2019
Semifinalista: 2015-2016

## Statistiche

### Statistiche nelle competizioni UEFA
Tabella aggiornata alla fine della stagione 2018-2019.
| Competizione          | Partecipazioni | G | V | N | P | RF | RS |
| --------------------- | -------------- | - | - | - | - | -- | -- |
| UEFA Champions League | 1              | 2 | 0 | 0 | 2 | 2  | 6  |

## Organico

### Rosa 2020-2021
Aggiornata al 27 febbraio 2021.
| N. |                               | Ruolo | Calciatore                  |
| -- | ----------------------------- | ----- | --------------------------- |
| 1  | Rep. del Congo (bandiera)     | P     | Marly Prince Heritier       |
| 3  | Kosovo (bandiera)             | D     | Albion Pllana               |
| 4  | Kosovo (bandiera)             | A     | Nikson Memaj                |
| 5  | Brasile (bandiera)            | D     | Gustavo Carbonieri          |
| 6  | Macedonia del Nord (bandiera) | D     | Sedat Berisha               |
| 7  | Kosovo (bandiera)             | C     | Rilind Nimani               |
| 8  | Kosovo (bandiera)             | C     | Arbnor Muja                 |
| 9  | Kosovo (bandiera)             | A     | Ardian Hasani               |
| 10 | Palestina (bandiera)          | C     | Mohamed Darwish             |
| 11 | Kosovo (bandiera)             | C     | Robert Rrahmani             |
| 12 | Kosovo (bandiera)             | P     | Ardit Hyseni                |
| 13 | Kosovo (bandiera)             | C     | Valon Dedia                 |
| 14 | Kosovo (bandiera)             | A     | Ardian Muja                 |
| 15 | Kosovo (bandiera)             | C     | Muharrem Jashari (capitano) |

| N. |                               | Ruolo | Calciatore         |
| -- | ----------------------------- | ----- | ------------------ |
| 17 | Kosovo (bandiera)             | C     | Adenis Shala       |
| 18 | Sudafrica (bandiera)          | A     | Ranga Chivaviro    |
| 19 | Kosovo (bandiera)             | C     | Beshir Sheremeti   |
| 20 | Kosovo (bandiera)             | P     | Januz Miftari      |
| 21 | Kosovo (bandiera)             | C     | Zeki Ademi         |
| 22 | Kosovo (bandiera)             | A     | Milazim Bajraktari |
| 23 | Kosovo (bandiera)             | C     | Lulzim Peci        |
| 24 | Sudafrica (bandiera)          | C     | Mphakamiseni Nene  |
| 25 | Sudafrica (bandiera)          | C     | Happy Mashau       |
| 28 | Kosovo (bandiera)             | C     | Redon Zahiti       |
| 31 | Macedonia del Nord (bandiera) | P     | Darko Tofiloski    |
| 45 | Kosovo (bandiera)             | D     | Leuart Avdyli      |
| 50 | Kosovo (bandiera)             | P     | Auron Loxha        |